# 太乙穴
太乙穴是属于足陽明胃經的腧穴。

## 定位
臍中直上2寸（下脘穴），旁開2寸。或天樞穴直上2寸。

## 主治
腹痛、腹脹、心煩、癲狂等。

## 操作
直刺0.5～0.8寸；可灸。